# Шишкин, Владимир Фёдорович
Владимир Фёдорович Шишкин (6 мая 1919, Москва — 13 декабря 1986, Москва) — советский актёр театра, кино и озвучивания.

## Биография
Родился 6 мая 1919 года в Москве. С юных лет начал интересоваться творчеством, принимал участия в самодеятельности, пел, танцевал, а также ходил в драматический коллектив Дома пионеров в Замоскворечье. После того, как молодой человек окончил среднюю школу в 1935 году, решил поступить на актёрский факультет Московского городского театрального училища, которое Шишкин окончил в 1939 году.
Во время учёбы на последнем курсе первый раз снялся в кино, сыграв в фильме режиссёра Василия Журавлёва «Борьба продолжается» в 1938 году роль немецкого комсомольца Алекса. Позднее Шишкина также приглашали в кинокартины, после которых долгие годы актёр продолжал играть в фильмах и в театре.
Скончался 13 декабря 1986 года на 68-м году жизни в Москве. Похоронен на Митинском кладбище, участок 153.

## Критика
В мемуарах Татьяна Ивановна Шмыга, много лет игравшая с Владимиром Шишкином на одной сцене в Московском театре оперетты, с улыбкой вспоминала его как разностороннего и разнопланового, очень подвижного артиста; хорошо чувствующего музыку пластичного танцора. Она отмечала любовь публики к актёру, называла его талант «солнечным», а его самого Владимира Шишкина сердечным, дружелюбным и гостеприимным человеком.

## Фильмография
- 1938 — Борьба продолжается (Алекс)
- 1940 — Моя любовь (Веня)
- 1940 — Приятели (Адащик)
- 1940 — Случай в вулкане (Андрей Латонин — главная роль)
- 1941 — Боевой киносборник № 3 (Калачев, боец), серия Мужество
- 1942 — Актриса (Шурик, партнёр Стрельниковой)
- 1942 — Боевой киносборник «Наши девушки» (санитар, Тоня — нет в титрах)
- 1942 — Боевой киносборник № 10 (Юзек Гроховский), серия Бесценная голова
- 1943 — Воздушный извозчик (Толя, лётчик)
- 1944, 1945 — Иван Грозный (первый халдей в пещном действии — нет в титрах)
- 1945 — В дальнем плавании (Владимир Ошаров, гардемарин)
- 1945 — Зигмунд Колосовский (Станислав Орлик, польский патриот)
- 1945 — Украинские мелодии (фильм-спектакль — Ерёма)
- 1946 — Адмирал Нахимов (офицер — нет в титрах)
- 1946 — Запрещённые песенки (Бони в оперетте «Сильва» в Москве)
- 1954 — Анна на шее (Дездемонов)
- 1959 — Композитор Имре Кальман (фильм-спектакль)
- 1963 — Мелодии Дунаевского (документальный, приглашённый гость)
- 1966 — Красное, синее, зелёное (эпизод)
- 1969 — Пять дней отдыха (артист оперетты, спектакль Сильва)
- 1969 — Тихая семейка (фильм-спектакль), вокал
- 1971 — Сестра музыканта (дедушка)
- 1975 — Граф Люксембург (фильм-спектакль — Базиль Франческу, князь)
- 1976 — Два капитана (эпизод)
- 1976 — Сильва (фильм-спектакль — князь Воляпюк)
- 1982 — Праздник Оперетты (князь Воляпюк)
- 1983 — Карамболина—карамболетта (комик)

## Озвучивания
- 1937 — В старом Чикаго (США)
- 1952 — Водные звёзды (Австралия; роль — Петер)
- 1954 — Загубленные жизни (Югославия; роль — Бошко)
- 1954 — Карьера (Польша; роль — Витёк)
- 1954 — Лилиомфи (Венгрия; роль — Иван Дарваша)
- 1955 — Оклахома! (США; роль — Уилл Паркер)
- 1956 — Золотой паук (Чехославакия; роль — Мирослав Грушка)
- 1961 — Семейная хроника (анимационный)
- 1964 — Храбрый портняжка (анимационный), роль — Портняжка

## Роли в театре Опереты
- Сына клоуна (И. Дунаевский) / Иван
- Граф Люксембург
- Летучая мышь (И. Штраус, сын) / Фальк
- В ритме сердца (А. Петров)
- Поцелуй Чаниты (Ю. Милютин) / Рамон
- Москва - Париж - Москва (В. Мурадели) / Гастон